# Leo Kühberger
Leo Kühberger (* 1975 in Leoben) ist ein österreichischer Historiker, Kulturanthropologe, Journalist und Übersetzer.  

## Leben
Nach dem Besuch des Stiftsgymnasium Admont begann er 1994 ein Studium der Geschichte und Kulturanthropologie an der Universität Graz, das er im Jahr 2002 mit dem Magistertitel abschloss. Es folgte ein Doktoratsstudium der Geschichte in Graz und Puebla mit einer Dissertation über Das Prinzip Widerstand. Der Abschluss erfolgte mit Auszeichnung im Jahr 2011. 
Kühberger ist vor allem im Kulturbereich und der Erwachsenenbildung tätig. Seit 2012 arbeitet er auch als Lektor am Institut für Kulturanthropologie an der Universität Graz und lehrt insbesondere über die Geschichte, Theorie und Praxis Sozialer Bewegungen und die multiplen Krisen unserer Zeit. Als Journalist arbeitet Kühberger vor allem für Radio  Helsinki und verschiedene unabhängige Printmedien. Von 2017 bis 2020 war er für die Sparte „Gesellschaftspolitik“ im Forum Stadtpark mitverantwortlich. Für die Steiermark-Schau 2021 gestaltete er einen Beitrag über die Agrargemeinschaften in der Steiermark und einen Stadtrundgang, der eine Vision von Graz als autofreier Stadt zum Thema hat.

## Publikationen
- we make history! bewegungen – widerstand – GLOBAL – institutionen – kapitalismus. Diplomarbeit 2002. Grüne Akademie, Graz 2004, ISBN 3-950185-60-7.
- mit Robert Reithofer, Marusa Krese (Hrsg.): Gegenwelten. Rassismus, Kapitalismus und soziale Ausgrenzung. Leykam, Graz 2007, ISBN 978-3-7011-7585-7.
- mit Samuel Stuhlpfarrer: Angekommen. Krise und Proteste in der Steiermark. Forum Stadtpark, Graz 2011, ISBN 978-3-901109-33-1.
- mit Ernest Kaltenegger, Samuel Stuhlpfarrer (Hrsg.): Alle Verhältnisse umzuwerfen… Gespräche und Interventionen zu Krise, globaler Bewegung und linker Geschichte. Mandelbaum, Wien 2016, ISBN 978-3-85476-653-7.

## Übersetzungen
- Harry Cleaver: Der Kampf gegen die Arbeit. Und der Bruch mit der Dialektik des Kapitals. Mandelbaum, Wien 2019, ISBN 978-3-85476-671-1.
- Silvia Federici: Die Welt wieder verzaubern. Feminismus, Marxismus und Commons. Mandelbaum, Wien 2020, ISBN 978-3-85476-693-3.
- Silvia Federici: Revolution at Point Zero. Hausarbeit, Reproduktion und feministischer Kampf. Unrast, Münster 2021, ISBN 978-3-89771-331-4.
- Silvia Federici: Das Lohnpatriarchat. Texte zu Marxismus und Gender. Mandelbaum Verlag, Wien 2021, ISBN 978-3-85476-909-5.
- Leslie Kern: Gentrifizierung lässt sich nicht aufhalten und andere Lügen, Unrast Verlag, Münster 2023. ISBN 978-3-89771-206-5.